# Walter Rydman
Walter Rydman, född 18 september 1880 i Åbo, död 23 december 1950 i Helsingfors, var en finländsk affärsidkare.
Rydman blev filosofie kandidat 1902. Han blev 1919 chef för partiavdelningen vid Oy Stockmann Ab; han var 1943–1947 vice vd och 1947–1950 vd. Han var under decennierna mellan de båda världskrigen en central gestalt inom den finländska affärsvärlden, som han företrädde i olika sammanslutningar och offentliga utredningar; bland annat var han från 1925 ordförande i styrelsen för Finlands mässa.
Rydman erhöll kommerseråds titel 1941.